# Solkraft i Bulgarien
Solkraften i Bulgarien har överlag goda förutsättningar, med en instrålning på omkring 1 500 kWh/m2 på årsbasis, med högst potential i de sydligaste delarna. Elproduktionen har främst ökat i början av 2010-talet och under 2020-talet, med liten tillkommande produktion däremellan.